# تیم دوچرخه‌سواری بیک
تیم دوچرخه‌سواری بیک (انگلیسی: Bic) یک تیم دوچرخه‌سواری در کشور فرانسه متعلق به شرکت بیک بوده.
این تیم در ۱۹۶۷ تأسیس و در سال ۱۹۷۴ منحل شده‌است، تیم بیک در سال‌های ۱۹۷۱ و ۱۹۷۳ قهرمان بخش تیمی تور دو فرانس شده‌است.